# ري ياماغوتشي
ري ياماغوتشي (باليابانية: 山口理恵؛ بالكانا: やまぐち りえ) هي مغنية ومؤدية صوت يابانية، ولدت في 20 أكتوبر 1986 في نارا في اليابان.

## وصلات خارجية
- ري ياماغوتشي على موقع IMDb (الإنجليزية)
- ري ياماغوتشي على موقع ميوزك برينز (الإنجليزية)
- ري ياماغوتشي على موقع قاعدة بيانات الفيلم (الإنجليزية)
- ري ياماغوتشي على موقع ANN person (الإنجليزية)